# Národní basketbalová liga 2017-2018
La Národní basketbalová liga 2017-2018 è stata la 26ª edizione del massimo campionato ceco di pallacanestro maschile. Il titolo è andato per il 15º anno consecutivo al ČEZ Nymburk.

## Regular season
|     | Squadra               | G  | V  | P  | PF   | PS   | Pt. | Qualificazione |
| --- | --------------------- | -- | -- | -- | ---- | ---- | --- | -------------- |
| 1.  | ČEZ Nymburk           | 22 | 22 | 0  | 2293 | 1582 | 44  | gruppo A1      |
| 2.  | JIP Pardubice         | 22 | 16 | 6  | 1932 | 1678 | 38  | gruppo A1      |
| 3.  | Opava                 | 22 | 15 | 7  | 1883 | 1711 | 37  | gruppo A1      |
| 4.  | Armex Děčín           | 22 | 13 | 9  | 1784 | 1786 | 35  | gruppo A1      |
| 5.  | Dekstone Tuři Svitavy | 22 | 12 | 10 | 1807 | 1749 | 34  | gruppo A1      |
| 6.  | Olomoucko             | 22 | 11 | 11 | 1904 | 1989 | 33  | gruppo A1      |
| 7.  | Sluneta               | 22 | 11 | 11 | 1735 | 1752 | 33  | gruppo A2      |
| 8.  | GEOSAN Kolín          | 22 | 10 | 12 | 1780 | 1851 | 32  | gruppo A2      |
| 9.  | USK Praga             | 22 | 9  | 13 | 1620 | 1740 | 31  | gruppo A2      |
| 10. | mmcité+ Brno          | 22 | 6  | 13 | 1573 | 1816 | 28  | gruppo A2      |
| 11. | NH Ostrava            | 22 | 6  | 13 | 1757 | 2025 | 28  | gruppo A2      |
| 12. | Jindřichův Hradec     | 22 | 1  | 21 | 1746 | 2135 | 23  | gruppo A2      |

## Seconda fase

### Gruppo A1
|    | Squadra               | G  | V  | P  | PF   | PS   | Pt. | Qualificazione |
| -- | --------------------- | -- | -- | -- | ---- | ---- | --- | -------------- |
| 1. | ČEZ Nymburk           | 32 | 31 | 1  | 3241 | 2348 | 63  | playoffs       |
| 2. | JIP Pardubice         | 32 | 23 | 9  | 2719 | 2454 | 55  | playoffs       |
| 3. | Opava                 | 32 | 20 | 12 | 2702 | 2546 | 52  | playoffs       |
| 4. | Armex Děčín           | 32 | 17 | 15 | 2493 | 2569 | 49  | playoffs       |
| 5. | Dekstone Tuři Svitavy | 32 | 15 | 17 | 2570 | 2565 | 47  | playoffs       |
| 6. | Olomoucko             | 32 | 13 | 19 | 2780 | 2915 | 45  | playoffs       |

### Gruppo A2
|    | Squadra           | G  | V  | P  | PF   | PS   | Pt. | Qualificazione      |
| -- | ----------------- | -- | -- | -- | ---- | ---- | --- | ------------------- |
| 1. | Sluneta           | 32 | 18 | 14 | 2580 | 2528 | 50  | playoffs            |
| 2. | GEOSAN Kolín      | 32 | 16 | 16 | 2629 | 2642 | 48  | playoffs            |
| 3. | USK Praga         | 32 | 16 | 16 | 2403 | 2464 | 48  | poule retrocessione |
| 4. | NH Ostrava        | 32 | 12 | 20 | 2576 | 2843 | 44  | poule retrocessione |
| 5. | mmcité+ Brno      | 32 | 9  | 23 | 2311 | 2607 | 41  | poule retrocessione |
| 6. | Jindřichův Hradec | 32 | 2  | 30 | 2511 | 3034 | 34  | poule retrocessione |

## Playoffs
|  | Quarti di finale | Quarti di finale | Quarti di finale |              |             | Semifinali   | Semifinali   | Semifinali |           |                 | Finale          | Finale          | Finale |  |
|  |                  |                  |                  |              |             |              |              |            |           |                 |                 |                 |        |  |
|  | 1                | ČEZ Nymburk      | 4                |              |             |              |              |            |           |                 |                 |                 |        |  |
|  | 1                | ČEZ Nymburk      | 4                |              |             |              |              |            |           |                 |                 |                 |        |  |
|  | 8                | Kolín            | 0                |              |             |              |              |            |           |                 |                 |                 |        |  |
|  | 8                | Kolín            | 0                |              | ČEZ Nymburk | ČEZ Nymburk  | 4            |            |           |                 |                 |                 |        |  |
|  |                  |                  |                  |              | ČEZ Nymburk | ČEZ Nymburk  | 4            |            |           |                 |                 |                 |        |  |
|  |                  |                  | Tuři Svitavy     | Tuři Svitavy | 0           |              |              |            |           |                 |                 |                 |        |  |
|  | 4                | Děčín            | Tuři Svitavy     | Tuři Svitavy | 0           | 2            |              |            |           |                 |                 |                 |        |  |
|  | 4                | Děčín            |                  |              |             |              |              |            |           |                 |                 |                 |        |  |
|  | 5                | Tuři Svitavy     | 4                |              |             |              |              |            |           |                 |                 |                 |        |  |
|  | 5                | Tuři Svitavy     | 4                |              | ČEZ Nymburk | ČEZ Nymburk  | 2            |            |           |                 |                 |                 |        |  |
|  |                  |                  |                  |              |             |              |              |            |           |                 |                 |                 |        |  |
|  |                  |                  | Opava            | Opava        | 0           |              |              |            |           |                 |                 |                 |        |  |
|  | 2                | Pardubice        | Opava            | Opava        | 0           | 4            |              |            |           |                 |                 |                 |        |  |
|  | 2                | Pardubice        |                  |              |             | 4            |              |            |           |                 |                 |                 |        |  |
|  | 7                | Ústí nad Labem   | 3                |              |             |              |              |            |           |                 |                 |                 |        |  |
|  | 7                | Ústí nad Labem   | 3                |              | Pardubice   | Pardubice    | 1            |            |           | Finale 3º posto | Finale 3º posto | Finale 3º posto |        |  |
|  |                  |                  |                  |              | Pardubice   | Pardubice    | 1            |            |           |                 |                 |                 |        |  |
|  |                  |                  | Opava            | Opava        | 4           |              |              |            |           |                 |                 |                 |        |  |
|  | 3                | Opava            | Opava            | Opava        | 4           | 4            |              |            | Pardubice | Pardubice       | 3               |                 |        |  |
|  | 3                | Opava            |                  |              |             |              |              |            | Pardubice | Pardubice       | 3               |                 |        |  |
|  | 6                | Olomoucko        | 0                |              |             | Tuři Svitavy | Tuři Svitavy | 1          |           |                 |                 |                 |        |  |

## Poule retrocessione
|    | Squadra           | G  | V  | P  | PF   | PS   | DP   | Pt. | Qualificazione                     |
| -- | ----------------- | -- | -- | -- | ---- | ---- | ---- | --- | ---------------------------------- |
| 1. | USK Praga         | 38 | 19 | 19 | 2892 | 2919 | -27  | 57  |                                    |
| 2. | mmcité+ Brno      | 38 | 14 | 24 | 2857 | 3079 | -222 | 52  |                                    |
| 3. | NH Ostrava        | 38 | 14 | 24 | 3046 | 3403 | -357 | 52  |                                    |
| 4. | Jindřichův Hradec | 38 | 4  | 34 | 3003 | 3544 | -541 | 42  | spareggio retrocessione/promozione |

## Spareggio retrocessione/promozione
| Squadra 1         | Totale    | Squadra 2        | Andata  | Ritorno  |
| ----------------- | --------- | ---------------- | ------- | -------- |
| Jindřichův Hradec | 187 - 195 | Královští sokoli | 96 - 93 | 91 - 102 |

| Mattoni NBL 2017-2018  |
| ---------------------- |
| ČEZ Nymburk 15º titolo |